# Souesmes
Souesmes (prononcé : /swɛm/) est une commune française située dans le département de Loir-et-Cher, en région Centre-Val de Loire.
Localisée dans l'est du département, la commune fait partie de la petite région agricole « la Grande Sologne », vaste étendue de bois et de prés aux récoltes médiocres. Avec une superficie de 9 950 ha en 2017, la commune fait partie des 2 communes les plus étendues du département.
L'occupation des sols est marquée par l'importance des espaces agricoles et naturels qui occupent la quasi-totalité du territoire communal. Plusieurs espaces naturels d'intérêt sont présents dans la commune : un site natura 2000 et huit zones naturelles d'intérêt écologique, faunistique et floristique (ZNIEFF).  En 2010, l'orientation technico-économique de l'agriculture dans la commune est la culture des céréales et des oléoprotéagineux. À l'instar du département qui a vu disparaître le quart de ses exploitations en dix ans, le nombre d'exploitations agricoles a fortement diminué, passant de 59 en 1988, à 0 en 2000, puis à 0 en 2010.
Le patrimoine architectural de la commune comprend un bâtiment porté à l'inventaire des monuments historiques : le château de Souesmes.

## Géographie

### Localisation et communes limitrophes
La commune de Souesmes se trouve à l'est du département de Loir-et-Cher, dans la petite région agricole de la Grande Sologne,. À vol d'oiseau, elle se situe à 65,6 km  de Blois, préfecture du département, à 34,3 km de Romorantin-Lanthenay, sous-préfecture, et à 10,2 km de Salbris, chef-lieu du canton de la Sologne dont dépend la commune depuis 2015. La commune fait en outre partie du bassin de vie de Salbris.
Les communes les plus proches sont : 
Pierrefitte-sur-Sauldre (6,5 km), Ménétréol-sur-Sauldre (9,7 km)(Cher), Salbris (10,2 km), Sainte-Montaine (11,1 km)(Cher), Nançay (12,1 km)(Cher), Brinon-sur-Sauldre (13,3 km)(Cher), Nouan-le-Fuzelier (13,8 km), Clémont (15,5 km)(Cher) et Presly (15,6 km) (Cher).
| Nouan-le-Fuzelier | Pierrefitte-sur-Sauldre | Sainte-Montaine       |
| Salbris           | Souesmes                | Ménétréol-sur-Sauldre |
| Salbris           | Nançay                  | Presly                |

Dans le département de Loir-et-Cher, la ville de Souesmes se situe à 200 km de Paris, en Sologne. Elle est limitée au nord par la grande Sauldre, rivière la séparant de Pierrefitte-sur-Sauldre et par la frontière entre les départements du Cher et du Loir-et-Cher, au Nord-Est.

### Hydrographie
La commune est drainée par la Sauldre (3,115 km), la Petite Sauldre (16,803 km), le Naon (3,892 km), la Boute Morte (14,254 km), le Coussin (4,311 km), le Montant (9,666 km) le Marais et par divers petits cours d'eau, constituant un réseau hydrographique de 125,46 km de longueur totale.
La Sauldre traverse la commune du nord-est vers le sud-ouest. D'une longueur totale de 183,1 km, il prend sa source dans la commune de Humbligny (Cher) et se jette  dans le Cher à Selles-sur-Cher (Loir-et-Cher), après avoir traversé 29 communes.
Le Petite Sauldre traverse la commune du nord-est vers le sud-ouest. D'une longueur totale de 19,8 km, elle prend sa source dans la commune de Pierrefitte-sur-sauldre (Loir-et-Cher) et se jette  dans la Sauldre à La Ferté-Imbault (Loir-et-Cher), après avoir traversé 4 communes.
Le Naon traverse la commune d'est en ouest. D'une longueur totale de 33,6 km, il prend sa source dans la commune de Ménétréol-sur-Sauldre (Cher) et se jette  dans la Sauldre à Selles-Saint-Denis (Loir-et-Cher), après avoir traversé 6 communes.
La Boute Morte, d'une longueur totale de 16,2 km, prend sa source dans la commune de Ménétréol-sur-sauldre et se jette  dans la Petite Sauldre à Souesmes, après avoir traversé 2 communes.

### Climat
Pour des articles plus généraux, voir Climat du Centre-Val de Loire et Climat de Loir-et-Cher.
En 2010, le climat de la commune est de type climat océanique dégradé des plaines du Centre et du Nord, selon une étude du CNRS s'appuyant sur une série de données couvrant la période 1971-2000. En 2020, Météo-France publie une typologie des climats de la France métropolitaine dans laquelle la commune est exposée à un climat océanique altéré et est dans la région climatique Centre et contreforts nord du Massif Central, caractérisée par un air sec en été et un bon ensoleillement.
Pour la période 1971-2000, la température annuelle moyenne est de 11 °C, avec une amplitude thermique annuelle de 15,4 °C. Le cumul annuel moyen de précipitations est de 745 mm, avec 11 jours de précipitations en janvier et 7,3 jours en juillet. Pour la période 1991-2020, la température moyenne annuelle observée sur la station météorologique de Météo-France la plus proche, dans la commune de Nançay à 12 km à vol d'oiseau, est de 11,5 °C et le cumul annuel moyen de précipitations est de 766,8 mm,. Pour l'avenir, les paramètres climatiques de la commune estimés pour 2050 selon différents scénarios d'émission de gaz à effet de serre sont consultables sur un site dédié publié par Météo-France en novembre 2022.

### Milieux naturels et biodiversité

#### Sites Natura 2000
Le réseau Natura 2000 est un réseau écologique européen de sites naturels d'intérêt écologique élaboré à partir des Directives « Habitats » et « Oiseaux ». Ce réseau est constitué de Zones spéciales de conservation (ZSC) et de Zones de protection spéciale (ZPS). Dans les zones de ce réseau, les États membres s'engagent à maintenir dans un état de conservation favorable les types d'habitats et d'espèces concernés, par le biais de mesures réglementaires, administratives ou contractuelles. L'objectif est de promouvoir une gestion adaptée des habitats tout en tenant compte des exigences économiques, sociales et culturelles, ainsi que des particularités régionales et locales de chaque État membre. Les activités humaines ne sont pas interdites, dès lors que celles-ci ne remettent pas en cause significativement l'état de conservation favorable des habitats et des espèces concernés. Une partie du territoire communal est incluse dans le site Natura 2000 : 
la « Sologne », d'une superficie de 346 184 ha.

#### Zones naturelles d'intérêt écologique, faunistique et floristique
L'inventaire des zones naturelles d'intérêt écologique, faunistique et floristique (ZNIEFF) a pour objectif de réaliser une couverture des zones les plus intéressantes sur le plan écologique, essentiellement dans la perspective d'améliorer la connaissance du patrimoine naturel national et de fournir aux différents décideurs un outil d'aide à la prise en compte de l'environnement dans l'aménagement du territoire. Le territoire communal de Souesmes comprend huit ZNIEFF : 
- le « Bas-marais acide des Foltiers » (1,46 ha)[24] ;
- les « Étang et Chemins des Foltiers » (6,65 ha)[25] ;
- les « Étangs des Vallées et de la Boute » (11,18 ha)[26] ;
- les « Étangs et landes de la Bardellière » (72,57 ha)[27] ;
- la « Lande sèche de Vernon » (1,69 ha)[28] ;
- les « Landes sèches et Landes tourbeuses du Village » (106,59 ha)[29] ;
- les « Prairies de la Motte » (13,46 ha)[30] ;
- les « Prairies, landes et tourbières du Simouet » (285,93 ha)[31] ;

## Urbanisme

### Typologie
Au 1er janvier 2024, Souesmes est catégorisée commune rurale à habitat dispersé, selon la nouvelle grille communale de densité à sept niveaux définie par l'Insee en 2022.
Elle est située hors unité urbaine et hors attraction des villes,.

### Occupation des sols
L'occupation des sols est marquée par l'importance des espaces agricoles et naturels (96,8 %). La répartition détaillée ressortant de la base de données européenne d'occupation biophysique des sols Corine Land Cover millésimée 2012 est la suivante : 
terres arables (11,6 %), 
cultures permanentes (0,6 %), 
zones agricoles hétérogènes (15,4 %), 
prairies (3,5 %), 
forêts (65,2 %), 
milieux à végétation arbustive ou herbacée (0,7 %), 
zones urbanisées (1 %), 
espaces verts artificialisés non agricoles (0,5 %), 
zones industrielles et commerciales et réseaux de communication (1,7 %), 
eaux continentales (0,5 %).

### Planification
La loi SRU du 13 décembre 2000 a incité fortement les communes à se regrouper au sein d'un établissement public, pour déterminer les partis d'aménagement de l'espace au sein d'un SCoT, un document essentiel d'orientation stratégique des politiques publiques à une grande échelle. La commune est dans le territoire du  SCOT de Grande Sologne, prescrit en juillet 2015.
En matière de planification, la commune disposait en 2017 d'un plan local d'urbanisme en révision.

### Habitat et logement

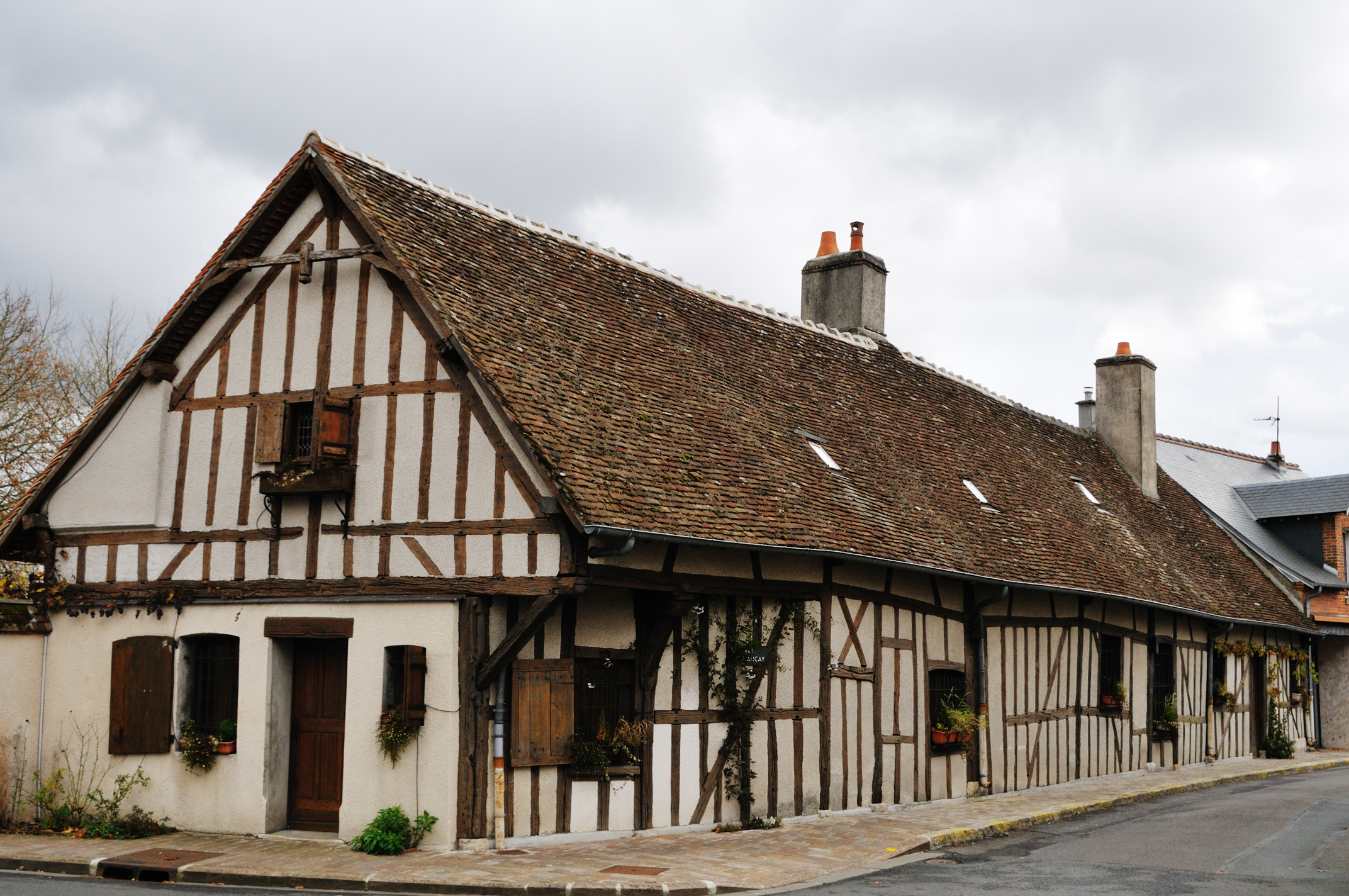
Maison en centre ville

Le tableau ci-dessous présente la typologie des logements à Souesmes en 2016 en comparaison avec celle du Loir-et-Cher et de la France entière. Une caractéristique marquante du parc de logements est ainsi une proportion de résidences secondaires et logements occasionnels (18,2 %) supérieure à celle du département (18 %) et à celle de la France entière (9,6 %). Concernant le statut d'occupation de ces logements, 79,7 % des habitants de la commune sont propriétaires de leur logement (78,5 % en 2011), contre 68,1 % pour le Loir-et-Cher et 57,6 pour la France entière.
|                                                         | Souesmes | Loir-et-Cher | France entière |
| ------------------------------------------------------- | -------- | ------------ | -------------- |
| Résidences principales (en %)                           | 66,3     | 74,5         | 82,3           |
| Résidences secondaires et logements occasionnels (en %) | 18,2     | 18           | 9,6            |
| Logements vacants (en %)                                | 15,5     | 7,5          | 8,1            |

### Risques majeurs
Le territoire communal de Souesmes est vulnérable à différents aléas naturels : inondations (par débordement de la Sauldre), climatiques (hiver exceptionnel ou canicule), feux de forêts, mouvements de terrains ou sismique (sismicité très faible)11 avril 202011 avril 2020
Il est également exposé à un risque technologique :  le transport de matières dangereuses,.

#### Risques naturels

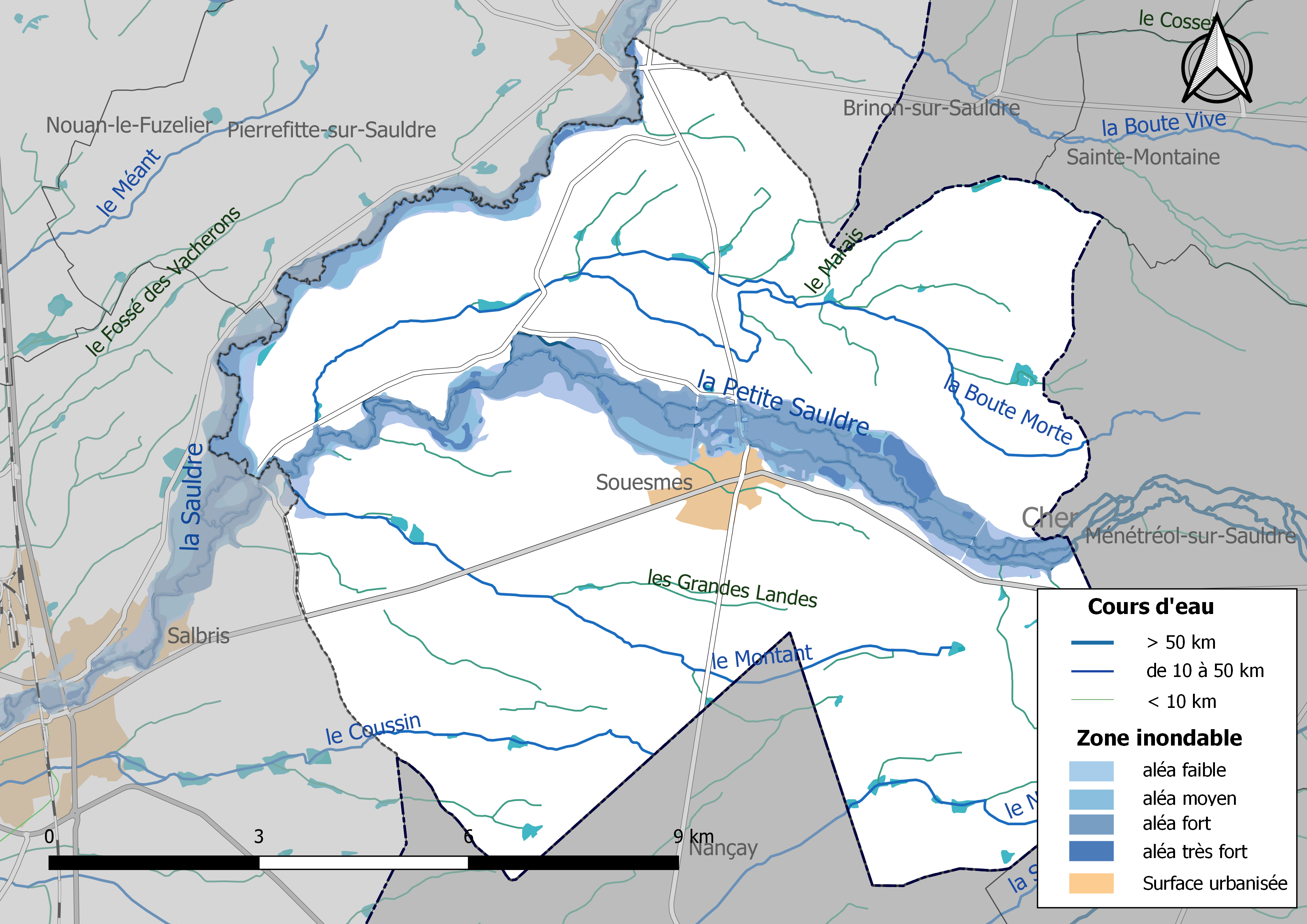
Zones inondables de la commune de Souesmes.

Les mouvements de terrains susceptibles de se produire dans la commune sont liés au retrait-gonflement des argiles. Le phénomène de retrait-gonflement des argiles est la conséquence d'un changement d'humidité des sols argileux. Les argiles sont capables de fixer l'eau disponible mais aussi de la perdre en se rétractant en cas de sécheresse. Ce phénomène peut provoquer des dégâts très importants sur les constructions (fissures, déformations des ouvertures) pouvant rendre inhabitables certains locaux. La carte de zonage de cet aléa peut être consultée sur le site de l'observatoire national des risques naturels Georisques.
Les crues de la Sauldre sont bien moins importantes que celles de la Loire, du Cher ou du Loir mais peuvent causer des dégâts aux enjeux exposés. Les crues historiques sont celles de 1770 (7 victimes) et de 1910 (3,30 m à Romorantin-Lanthenay au Bourgeau). Le débit maximal historique est de 280 m3/s et caractérise une crue de retour centennal. Le risque d'inondation est pris en compte dans l'aménagement du territoire de la commune par le biais du Plan de prévention du risque inondation (PPRI) de la Sauldre.

#### Risques technologiques
Le risque de transport de marchandises dangereuses dans la commune est lié à sa traversée par une canalisation de transport de gaz. Un accident se produisant sur une telle infrastructure est en effet susceptible d'avoir des effets graves au bâti ou aux personnes jusqu'à 350 m, selon la nature du matériau transporté. Des dispositions d'urbanisme peuvent être préconisées en conséquence.

## Toponymie

### Attestations anciennes
Le nom de la localité est attesté sous les formes 
Sissima en 634 ; Sesmo vico ; Segimo vico (monnaie mérovingienne) ; Seisma au XIe siècle ; Soysma ; Soamme ; Soisma en 1216 (Archives Départementales du Cher-10 G 12) ; Soyma en 1229 (Archives Départementales du Cher-10 G 12) ; In parrochia de Soemio en mai 1248 (Cartulaire du Lieu Notre-Dame, charte 45, p. 39) ; In parrochia de Soemio en juin 1248 (cartulaire du Lieu Notre-Dame, charte 44, p. 36) ; In parochia de Soemio, Aurelianensis dyocesis en mars 1251 (cartulaire du Lieu Notre-Dame, charte 82, p. 58) ; Apud Soema en 1253 (A.D. 18-10 G 12) ; Soyma en 1259 (Archives Départementales du Cher-10 G 12) ; Avia de Muro ducenti apud Soemium, le 11 août 1263 (cartulaire du Lieu Notre-Dame, p. 111) ; Soisma en 1285 (Archives Départementales du Cher-10 G 12) ; Soisma, Soysma, Soema en 1444 (A.D. 18-10 G 12) ; Soesme en août 1455 (Archives Nationales-JJ 187, n° 112, fol. 59 v°) ; Soesmes en Sologne en mai 1476 (A.N.-JJ 195, n° 1571, fol. 384 v°) ; Souesmes en 1740 (B. M. d'Orléans, Ms 995, fol. 238) ; Soesme, le 5 vendémiaire an 9 (application de la loi du 8 pluviôse an 9).

### Étymologie
Le nom de la localité remonte sans doute à un type toponymique gaulois (celtique continental) *Segisama semblable au lieu Segisama (Espagne) et à la rivière Seymaz (Suisse), cités par Xavier Delamarre. Il s'agit d'un superlatif absolu à partir du radical sego- « victoire, force », suivi du suffixe superlatif -[i]sama, d'où le sens global de « la très forte » ou « la plus forte ». Cette formation toponymique est comparable à Ouessant, anciennement Uxisama, sur uxi- « au-dessus », c'est-à-dire « la plus haute ».

## Histoire

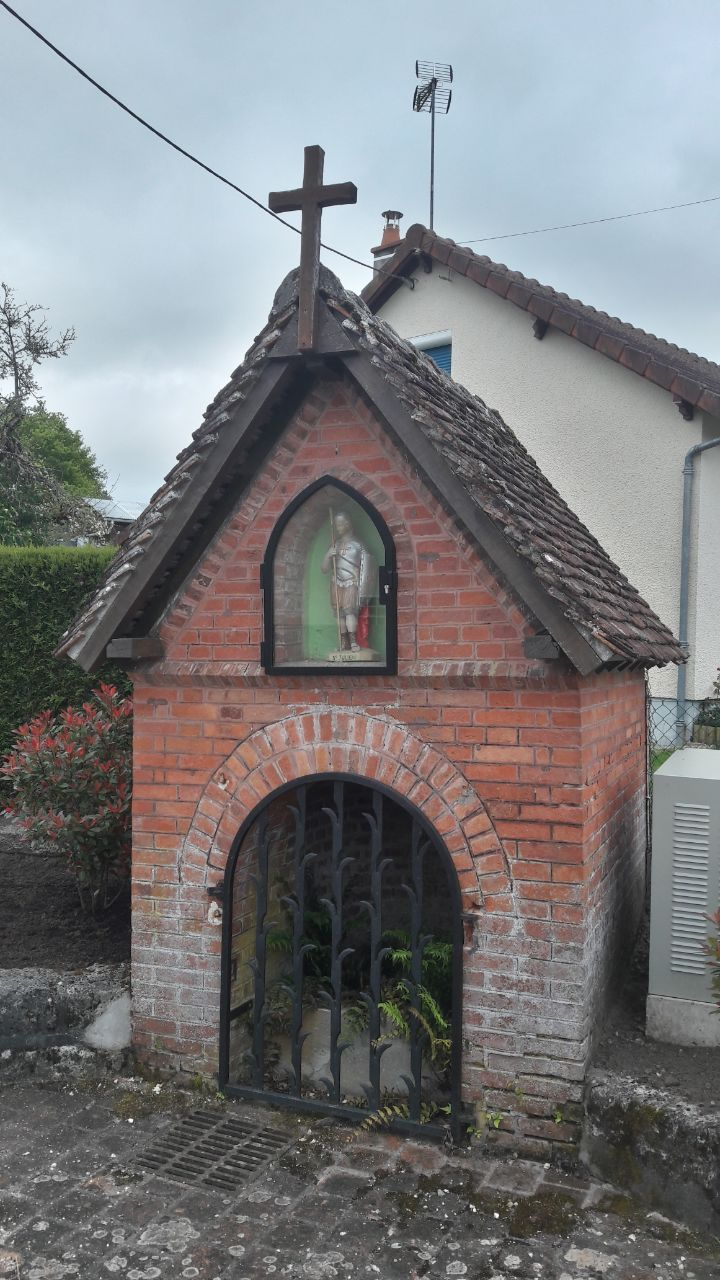
Autel consacré à Julien de Brioude, au nord de la ville.

Le lieu est occupé aux temps préhistorique et gallo-romain. Souesmes se trouve sur la voie romaine d'Avaricum (Bourges) à Cenabum (Orléans).
Il est peut-être possible de faire remonter l'oratoire de Souesmes au VIe siècle, dédié à Saint-Julien de Brioude. Saint-Germain, évêque d'Auxerre vers 380-448 est à l'origine de la diffusion de son culte, en détermine la fête et fonde de nombreuses églises dédiées à ce saint. On peut encore voir un autel qui lui est dédié à l'entrée Nord de la ville.
Au début du VIIe siècle, le lieudit appartient à la Saint-Étienne à qui il fournit les luminaires. En 634, huitième année du règne de Dagobert Ier, l'évêque saint Pallade d'Auxerre, qui fonde le prieuré Saint-Julien d'Auxerre, attribue au nouvel établissement un tiers de la terre de Souesmes. L'évêque utilisait les revenus de ces terres pour l'entretien des lumières de son église cathédrale Saint-Etienne et de l'abbaye Saint-Julien qu'il venait de fonder à Auxerre.
Le lieudit de 634 représente l'actuelle commune de Souesmes, à cause de la mention de Ecclesiae Sancti Stepani, la cathédrale Saint-Étienne de Bourges. L'église est par la suite rattachée au chapitre Saint-Taurin de La Ferté-Imbault.
L'arrêt du Parlement de Paris du 10 avril 1450 fait passer la paroisse de Souesmes du bailliage royal d'Issoudun à celui de Blois. Réuni au comté de Blois en 1451, Souesmes entre dans le domaine royal en 1498 sous Louis XII.
Pendant la Seconde Guerre mondiale, le maquis de Souesmes est notamment le théâtre de combats sanglants le 17 juin 1944 entre les résistants et les Allemands.

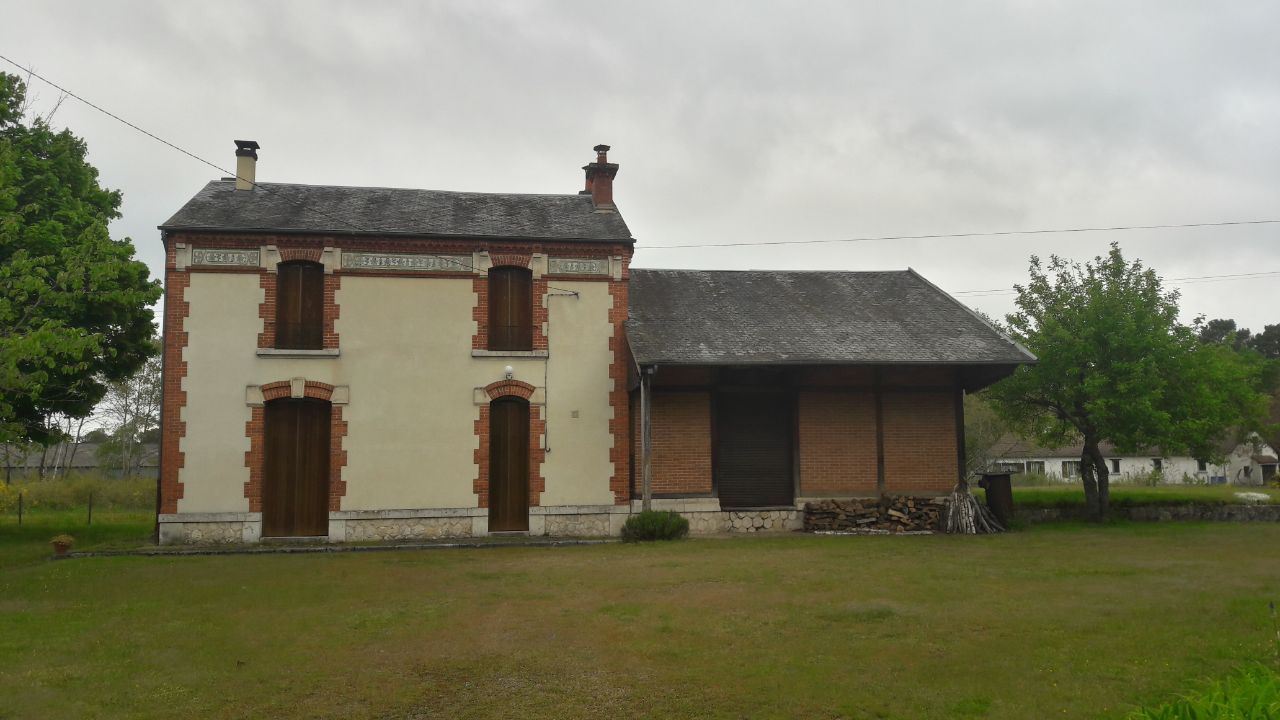
Ancienne gare ferroviaire de Souesmes, sur l'ancienne portion abandonnée de la ligne Blanc-Argent.

La gare ferroviaire qui était sur la prolongation de la ligne Blanc-Argent, a été arrêté depuis Salbris.

## Politique et administration

### Découpage territorial
La commune de Souesmes est membre de la Communauté de communes de la Sologne des rivières, un établissement public de coopération intercommunale (EPCI) à fiscalité propre créé le 1er janvier 2002.
Elle est rattachée sur le plan administratif à l'arrondissement de Romorantin-Lanthenay, au département de Loir-et-Cher et à la région Centre-Val de Loire, en tant que circonscriptions administratives. Sur le plan électoral, elle est rattachée au canton de la Sologne depuis 2015 pour l'élection des conseillers départementaux et à la deuxième circonscription de Loir-et-Cher pour les élections législatives.

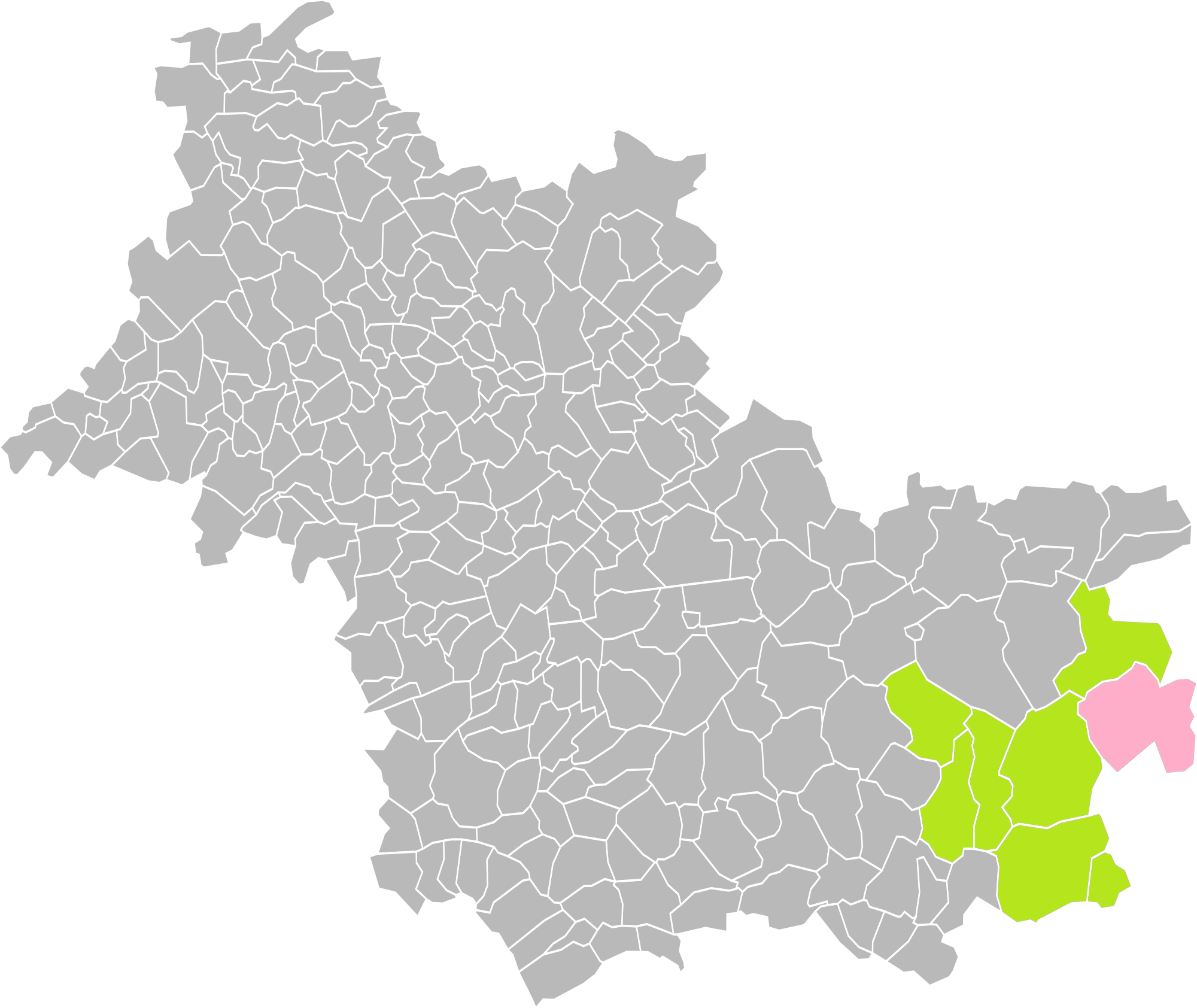
Souesmes dans l'intercommunalité en 2016.
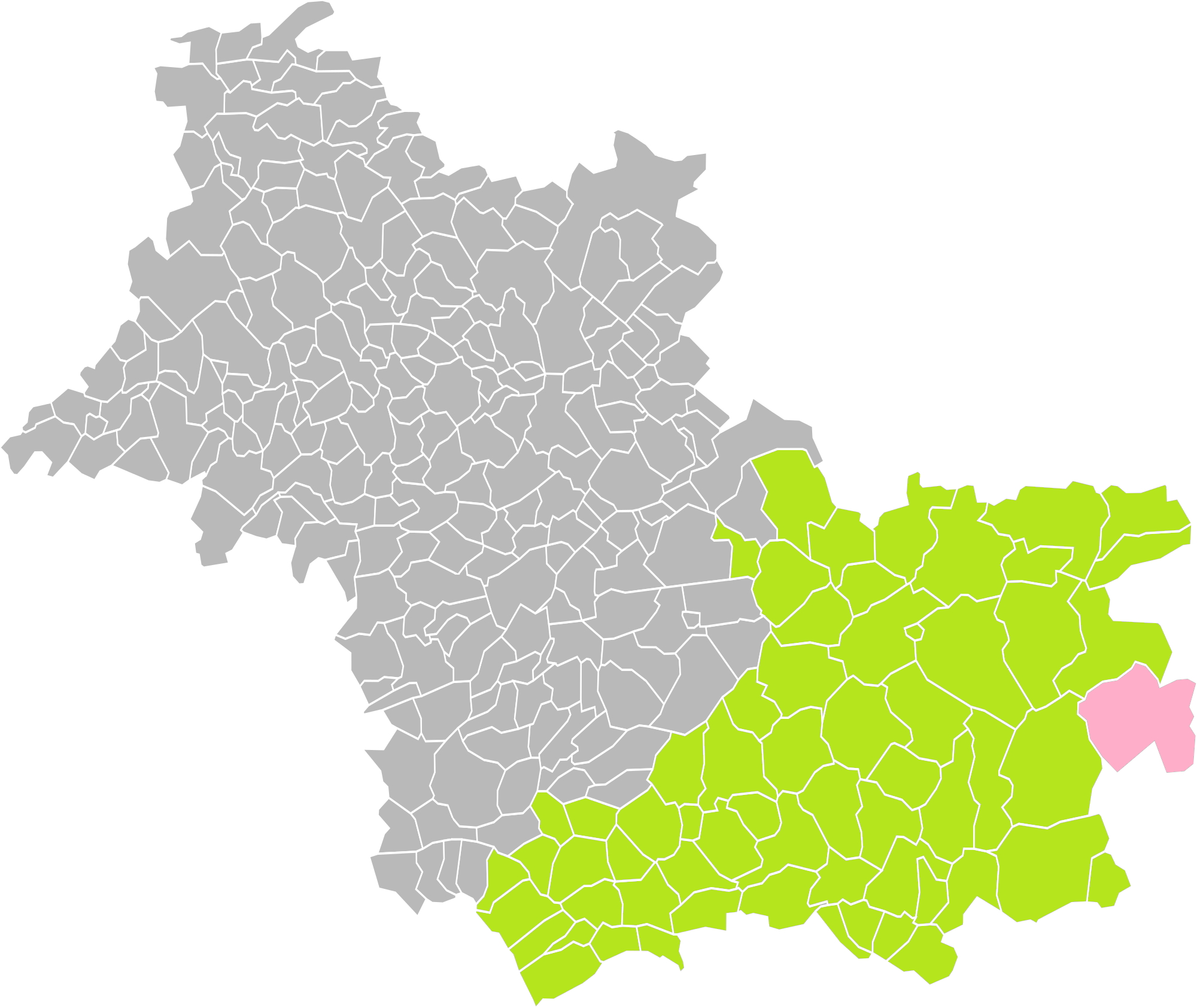
Souesmes dans l'arrondissement de Romorantin-Lanthenay en 2016.
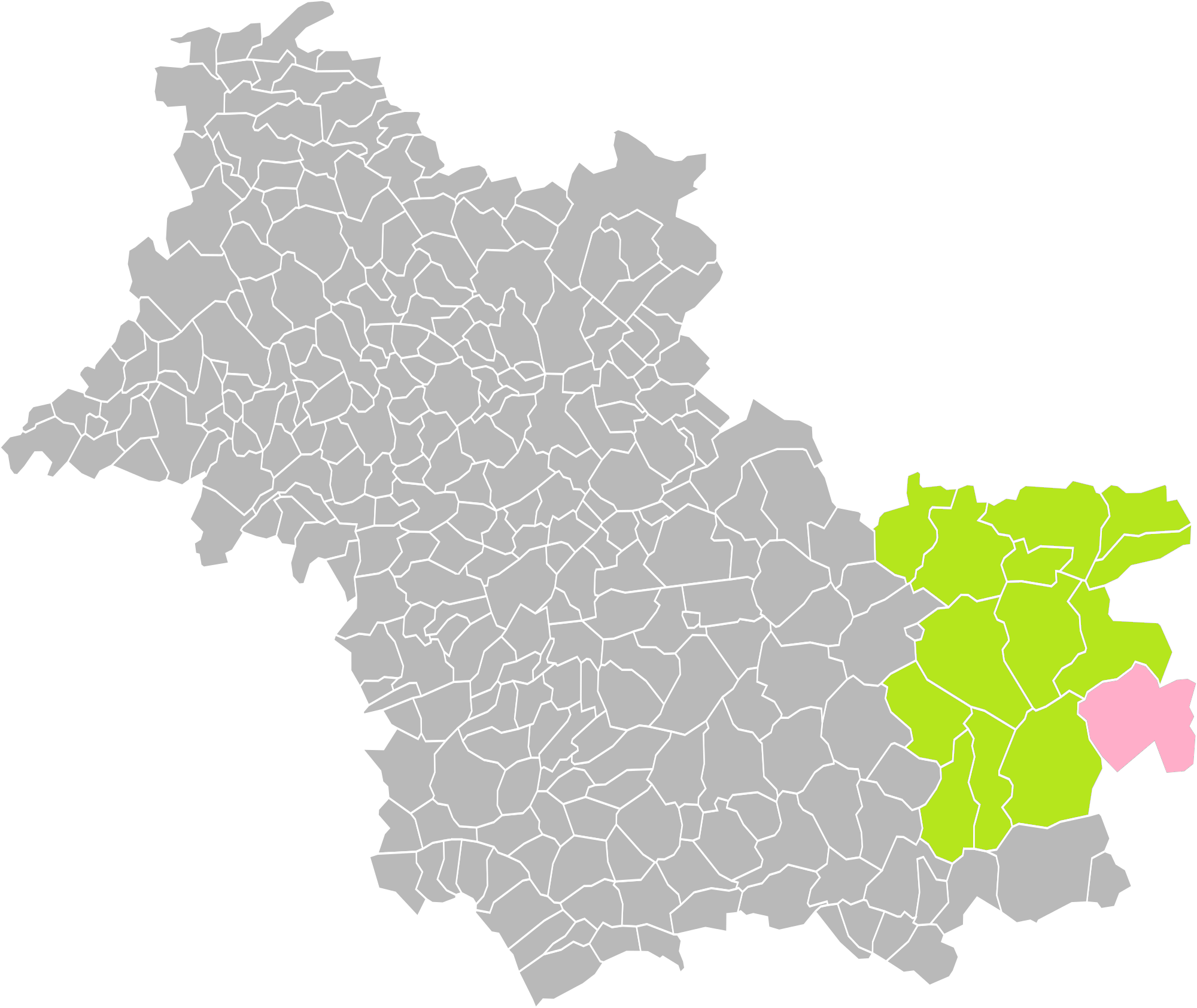
Souesmes dans le canton de la Sologne en 2016.

### Politique et administration municipale

#### Conseil municipal et maire
Le conseil municipal de Souesmes, commune de plus de 1 000 habitants, est élu au scrutin proportionnel plurinominal avec prime majoritaire. Compte tenu de la population communale, le nombre de sièges au conseil municipal est de 15. Le maire, à la fois agent de l'État et exécutif de la commune en tant que collectivité territoriale, est élu par le conseil municipal au scrutin secret lors de la première réunion du conseil suivant les élections municipales, pour un mandat de six ans, c'est-à-dire pour la durée du mandat du conseil.
| Période                                  | Période  | Identité                            | Étiquette | Qualité                                                                     |
| ---------------------------------------- | -------- | ----------------------------------- | --------- | --------------------------------------------------------------------------- |
| 1800                                     | 1807     | Jean Baptiste Robert                |           | Rentier, cultivateur                                                        |
| 1808                                     | 1813     | François Deljoux                    |           |                                                                             |
| 1813                                     | 1836     | Jean Julien Jaupitre                |           |                                                                             |
| 1836                                     | 1852     | Jean Eutrope Robert                 |           | Officier de Santé, fils de Jean Baptiste Robert                             |
| 1852                                     | 1858     | François Grelat                     |           |                                                                             |
| 1858                                     | 1870     | Ernest Rousseau                     |           |                                                                             |
| 1870                                     | 1878     | Léon "Ernest" Rossignol de La Ronde |           | Rentier Décédé en fonction                                                  |
| 1878                                     | 1878     | Paul Robert                         |           | Rentier, adjoint puis maire neveu de Jean Eutrope Robert Décédé en fonction |
| 1878                                     | 1878     | Michel Carré                        |           | Adjoint délégué, assure l'intérim                                           |
| 1878                                     | 1884     | Théodore Robert                     |           | Rentier, frère de Paul Robert                                               |
| 1884                                     | 1892     | Charles Bourgeois                   |           | Docteur,chevalier de la légion d'honneur                                    |
| 1892                                     | 1893     | Victor Jaupitre                     |           | Adjoint délégué, assure l'intérim puis maire                                |
| 1893                                     | 1893     | Théophile Courtillat                |           | Adjoint délégué, assure l'intérim                                           |
| 1893                                     | 1896     | Théodore Robert                     |           | Rentier, deuxième mandat                                                    |
| 1896                                     | 1900     | Victor Jaupitre                     |           | Deuxième mandat                                                             |
| 1900                                     | 1903     | Paul Rousseau                       |           | Rentier                                                                     |
| 1903                                     | 1903     | Auguste Rabillon                    |           | Conseiller délégué, assure l'intérim                                        |
| 1903                                     | 1904     | Théodore Robert                     |           | Rentier, troisième mandat Décédé en fonction                                |
| 1904                                     | 1904     | Victor Harrault                     |           | Adjoint délégué, assure l'intérim                                           |
| 1904                                     | 1905     | Léon Rossignol de La Ronde          |           | Rentier, fils de Ernest Rossignol de la Ronde                               |
| 1905                                     | 1908     | Victor Harrault                     |           | Adjoint délégué, assure l'intérim puis maire                                |
| 1908                                     | 1910     | Auguste Rabillon                    |           |                                                                             |
| 1910                                     | 1910     | Louis Soyer                         |           | Adjoint délégué, assure l'intérim                                           |
| 1910                                     | 1924     | Théodore Larchevêque                |           | Avocat, rentier, neveu de Théodore Robert Décédé en fonction                |
| 1924                                     | 1925     | Victor Harrault                     |           | Adjoint délégué, assure l'intérim                                           |
| 1925                                     | 1929     | Léon Rossignol de La Ronde          |           | Rentier, deuxième mandat                                                    |
| 1929                                     | 1934     | Victor Harrault                     |           | Deuxième mandat                                                             |
| 1934                                     | 1935     | Lucien Moreau                       |           |                                                                             |
| 1935                                     | 1945     | Emmanuel Chartrain                  |           |                                                                             |
| 1945                                     | 1953     | Eugène Derouet                      |           |                                                                             |
| 1953                                     | 1959     | Henri Kachel                        |           |                                                                             |
| 1959                                     | 1961     | Gaston Thouvay                      |           |                                                                             |
| 1961                                     | 1965     | Roger Villoing                      |           |                                                                             |
| 1965                                     | 1969     | François Bouchayer                  |           |                                                                             |
| 1969                                     | 1977     | André Jouslin                       |           |                                                                             |
| 1977                                     | 1981     | Jean François Triviaux              |           |                                                                             |
| 1981                                     | 1995     | Alain Rabillon                      |           |                                                                             |
| 1995                                     | En cours | Jean-Michel Dezelu,                 |           | Ancien cadre                                                                |
| Les données manquantes sont à compléter. |          |                                     |           |                                                                             |

## Population et société

### Démographie

#### Évolution démographique
L'évolution du nombre d'habitants est connue à travers les recensements de la population effectués dans la commune depuis 1793. Pour les communes de moins de 10 000 habitants, une enquête de recensement portant sur toute la population est réalisée tous les cinq ans, les populations de référence des années intermédiaires étant quant à elles estimées par interpolation ou extrapolation. Pour la commune, le premier recensement exhaustif entrant dans le cadre du nouveau dispositif a été réalisé en 2007.

En 2022, la commune comptait 1 013 habitants, en évolution de −6,2 % par rapport à 2016 (Loir-et-Cher : −1,15 %, France hors Mayotte : +2,11 %).
| 1793 | 1800 | 1806 | 1821 | 1831 | 1836  | 1841  | 1846  | 1851  |
| ---- | ---- | ---- | ---- | ---- | ----- | ----- | ----- | ----- |
| 969  | 883  | 848  | 901  | 966  | 1 073 | 1 065 | 1 078 | 1 080 |

| 1856  | 1861  | 1866  | 1872  | 1876  | 1881  | 1886  | 1891  | 1896  |
| ----- | ----- | ----- | ----- | ----- | ----- | ----- | ----- | ----- |
| 1 087 | 1 067 | 1 166 | 1 195 | 1 274 | 1 320 | 1 368 | 1 467 | 1 471 |

| 1901  | 1906  | 1911  | 1921  | 1926  | 1931  | 1936  | 1946  | 1954  |
| ----- | ----- | ----- | ----- | ----- | ----- | ----- | ----- | ----- |
| 1 493 | 1 512 | 1 488 | 1 393 | 1 360 | 1 309 | 1 231 | 1 268 | 1 115 |

| 1962  | 1968  | 1975  | 1982  | 1990  | 1999  | 2006  | 2007  | 2012  |
| ----- | ----- | ----- | ----- | ----- | ----- | ----- | ----- | ----- |
| 1 094 | 1 125 | 1 060 | 1 122 | 1 135 | 1 115 | 1 114 | 1 114 | 1 120 |

| 2017  | 2022  | - | - | - | - | - | - | - |
| ----- | ----- | - | - | - | - | - | - | - |
| 1 059 | 1 013 | - | - | - | - | - | - | - |

#### Pyramide des âges
La population de la commune est relativement âgée.
En 2018, le taux de personnes d'un âge inférieur à 30 ans s'élève à 19,1 %, soit en dessous de la moyenne départementale (31,3 %). À l'inverse, le taux de personnes d'âge supérieur à 60 ans est de 50,1 % la même année, alors qu'il est de 31,6 % au niveau départemental.
En 2018, la commune comptait 509 hommes pour 544 femmes, soit un taux de 51,66 % de femmes, légèrement supérieur au taux départemental (51,45 %).
Les pyramides des âges de la commune et du département s'établissent comme suit.
| Hommes | Classe d’âge | Femmes |
| ------ | ------------ | ------ |
| 0,8    | 90 ou +      | 3,0    |
| 15,6   | 75-89 ans    | 17,0   |
| 31,7   | 60-74 ans    | 32,1   |
| 20,2   | 45-59 ans    | 17,9   |
| 12,0   | 30-44 ans    | 11,5   |
| 8,1    | 15-29 ans    | 8,3    |
| 11,7   | 0-14 ans     | 10,2   |

| Hommes | Classe d’âge | Femmes |
| ------ | ------------ | ------ |
| 1,1    | 90 ou +      | 2,6    |
| 9,2    | 75-89 ans    | 11,9   |
| 19,7   | 60-74 ans    | 20,4   |
| 20,7   | 45-59 ans    | 20     |
| 16,5   | 30-44 ans    | 16,2   |
| 15,2   | 15-29 ans    | 13,2   |
| 17,6   | 0-14 ans     | 15,7   |

### Enseignement
Souesmes est située dans l'académie d'Orléans-Tours. La commune dispose d'une école élémentaire publique, l'école Monique-Alory.

## Économie

### Secteurs d'activité
Le tableau ci-dessous détaille le nombre d'entreprises implantées à Souesmes selon leur secteur d'activité et le nombre de leurs salariés :
|                                                              | total | % com (% dep) | 0 salarié | 1 à 9 salarié(s) | 10 à 19 salariés | 20 à 49 salariés | 50 salariés ou plus |
| ------------------------------------------------------------ | ----- | ------------- | --------- | ---------------- | ---------------- | ---------------- | ------------------- |
| Ensemble                                                     | 80    | 100,0 (100)   | 55        | 25               | 0                | 0                | 0                   |
| Agriculture, sylviculture et pêche                           | 7     | 8,8 (11,8)    | 6         | 1                | 0                | 0                | 0                   |
| Industrie                                                    | 3     | 3,8 (6,5)     | 1         | 2                | 0                | 0                | 0                   |
| Construction                                                 | 14    | 17,5 (10,3)   | 8         | 6                | 0                | 0                | 0                   |
| Commerce, transports, services divers                        | 49    | 61,3 (57,9)   | 36        | 13               | 0                | 0                | 0                   |
| dont commerce et réparation automobile                       | 13    | 16,3 (17,5)   | 11        | 2                | 0                | 0                | 0                   |
| Administration publique, enseignement, santé, action sociale | 7     | 8,8 (13,5)    | 4         | 3                | 0                | 0                | 0                   |
| Champ : ensemble des activités.                              |       |               |           |                  |                  |                  |                     |

Le secteur du commerce, transports et services divers est prépondérant dans la commune (49 entreprises sur 80). 
Sur les 80 entreprises implantées à Souesmes en 2016, 55 ne font appel à aucun salarié et 25 comptent 1 à 9 salariés.
Au 1er juillet 2017, la commune est classée en zone de revitalisation rurale (ZRR), un dispositif visant à aider le développement des territoires ruraux principalement à travers des mesures fiscales et sociales. Des mesures spécifiques en faveur du développement économique s'y appliquent également.

### Agriculture
En 2010, l'orientation technico-économique de l'agriculture dans la commune est la culture de céréales et d'oléoprotéagineux (COP). Le département a perdu près d'un quart de ses exploitations en 10 ans, entre 2000 et 2010 (c'est le département de la région Centre-Val de Loire qui en compte le moins). Cette tendance se retrouve également au niveau de la commune où le nombre d'exploitations est passé de 35 en 1988 à 1 en 2000 puis à 2 en 2010. Parallèlement, la taille de ces exploitations augmente, passant de 20 ha en 1988 à 15 ha en 2010. 
Le tableau ci-dessous présente les principales caractéristiques des exploitations agricoles de Souesmes, observées sur une période de 22 ans : 
|                                      | 1988                 | 2000                 | 2010                 |
| Dimension économique                 | Dimension économique | Dimension économique | Dimension économique |
| ------------------------------------ | -------------------- | -------------------- | -------------------- |
| Nombre d'exploitations (u)           | 35                   | 1                    | 2                    |
| Travail (UTA)                        | 23                   | 0                    | 3                    |
| Surface agricole utilisée (ha)       | 690                  | 0                    | 30                   |
| Cultures                             |                      |                      |                      |
| Terres labourables (ha)              | 627                  | 0                    | s                    |
| Céréales (ha)                        | 463                  |                      | s                    |
| dont blé tendre (ha)                 | 0                    |                      |                      |
| dont maïs-grain et maïs-semence (ha) | 78                   |                      | s                    |
| Tournesol (ha)                       | s                    |                      | s                    |
| Colza et navette (ha)                | 0                    |                      |                      |
| Élevage                              |                      |                      |                      |
| Cheptel (UGBTA)                      | 6                    | 0                    | 0                    |

#### Produits labellisés
Le territoire de la commune est intégré aux aires de productions de divers produits bénéficiant d'une indication géographique protégée (IGP) : le vin Val-de-loire, les volailles de l’Orléanais et les volailles du Berry,.

## Culture locale et patrimoine

### Voies
| 169 odonymes recensés à Souesmes au 16 mars 2014            | 169 odonymes recensés à Souesmes au 16 mars 2014 | 169 odonymes recensés à Souesmes au 16 mars 2014 | 169 odonymes recensés à Souesmes au 16 mars 2014 | 169 odonymes recensés à Souesmes au 16 mars 2014 | 169 odonymes recensés à Souesmes au 16 mars 2014 | 169 odonymes recensés à Souesmes au 16 mars 2014 | 169 odonymes recensés à Souesmes au 16 mars 2014 | 169 odonymes recensés à Souesmes au 16 mars 2014 | 169 odonymes recensés à Souesmes au 16 mars 2014 | 169 odonymes recensés à Souesmes au 16 mars 2014 | 169 odonymes recensés à Souesmes au 16 mars 2014 | 169 odonymes recensés à Souesmes au 16 mars 2014 | 169 odonymes recensés à Souesmes au 16 mars 2014 | 169 odonymes recensés à Souesmes au 16 mars 2014 | 169 odonymes recensés à Souesmes au 16 mars 2014 |
| Allée                                                       | Avenue                                           | Bld                                              | Chemin                                           | Clos                                             | Impasse                                          | Mail                                             | Passage                                          | Place                                            | Pont                                             | Route                                            | Rue                                              | Ruelle                                           | Voie                                             | Autres                                           | Total                                            |
| ----------------------------------------------------------- | ------------------------------------------------ | ------------------------------------------------ | ------------------------------------------------ | ------------------------------------------------ | ------------------------------------------------ | ------------------------------------------------ | ------------------------------------------------ | ------------------------------------------------ | ------------------------------------------------ | ------------------------------------------------ | ------------------------------------------------ | ------------------------------------------------ | ------------------------------------------------ | ------------------------------------------------ | ------------------------------------------------ |
| 6                                                           | 4                                                | 0                                                | 4                                                | 0                                                | 5                                                | 0                                                | 0                                                | 0                                                | 0                                                | 7                                                | 44                                               | 0                                                | 0                                                | 99                                               | 169                                              |
| Notes « N »                                                 | Notes « N »                                      | 1. 2. 3. 4. 5. 6.                                | 1. 2. 3. 4. 5. 6.                                | 1. 2. 3. 4. 5. 6.                                | 1. 2. 3. 4. 5. 6.                                | 1. 2. 3. 4. 5. 6.                                | 1. 2. 3. 4. 5. 6.                                | 1. 2. 3. 4. 5. 6.                                | 1. 2. 3. 4. 5. 6.                                | 1. 2. 3. 4. 5. 6.                                | 1. 2. 3. 4. 5. 6.                                | 1. 2. 3. 4. 5. 6.                                | 1. 2. 3. 4. 5. 6.                                | 1. 2. 3. 4. 5. 6.                                | 1. 2. 3. 4. 5. 6.                                |
| Sources : rue-ville.info & perche-gouet.net & OpenStreetMap |                                                  |                                                  |                                                  |                                                  |                                                  |                                                  |                                                  |                                                  |                                                  |                                                  |                                                  |                                                  |                                                  |                                                  |                                                  |

### Lieux et monuments
- Église paroissiale, dédiée à saint Julien, son second patron est saint Jean-Baptiste.
- Château de Souesmes.
- Monument aux morts par Eugène Durassier.

### Héraldique
|  | Les armoiries de Souesmes se blasonnent ainsi : D'azur à la cotice d'or, au lambel d'argent brochant, à la filière du même. |

## Personnalités liées à la commune
- Jacques Dessange, (1925-2020), coiffeur et entrepreneur, né et inhumé[78] à Souesmes.
- Roland Rodier, acteur, né à Souesmes en 1928.